# YOYOYO
YOYOYO（ヨーヨーヨー）は、日本のロックバンドである。以前の所属レコード会社はKi/oon Sony Records。

## メンバー
- Mo-chi
ボーカル担当。1992年から1993年のCDデビュー前まで参加。再結成後の2004年からは正規メンバーとして復帰。
- Miki (Yamaguchi Miki、yama)
パーカッション・アコースティックパーカッション担当。結成時からのメンバー。
- スマイリー坂倉
ベース担当。2000年の再結成時から加入。
- Azu
キーボード担当。2007年から加入。
- Zenzo (藤生善一、Fujio Yoshikazu)
ドラムス・ボーカル担当。結成時からのメンバーであり、バンドのリーダー。
ご当地アイドル「4-sails」のプロデューサーでもある。[1]
2013年～「NOAH」（YOYOYOの前に加入していたバンドの再結成に参加・現在は活動休止中）
2015年～「Eurasia Sheep」（2年活動し脱退）
2017年～「Gypsies Heap」（活動中）
2018年～「AZT」（活動中）
2019年～カホンカルテット「Beat Jungle CJ」（打楽器を気軽に楽しんでもらえる企画として活動中）
2020年～「レッツゴーハニー」（活動中）

### 旧メンバー
- Yuka Kitada
エレクトリックパーカッション担当。結成時からのメンバーであるが、再結成後は参加していない。
- Itoh Kiyokazu (伊藤清和)
エレキベース担当。結成時からのメンバーであるが、再結成後は参加していない。
- Chie (関根千恵)
ボーカル担当。CDデビュー直前の1993年から加入。バンド解散後はソロ活動に専念。
- Komboo
キーボード担当。2000年の再結成時から加入。2004年頃に脱退。
- Aico
ボーカル担当。2000年の再結成時から参加。2004年にAicoのバンド「ネコベット」の活動が多忙となり脱退。
- Ayako
キーボード担当。2004年からKombooの代わりとして参加。2007年にソロ活動が多忙となり脱退。
- Toshi (Morikawa Toshio)
ギター担当。結成時からのメンバーであったが、2009年2月15日に急逝（理由不明）。

## 略歴
1990年8月頃、三重県四日市市にてリーダーである藤生善一(Zenzo)を中心に結成された。当初バンド名は「Zenzo&頑張れドラゴンズ!」の予定であったが、メンバーの猛反対により「Zenzo & yo.yo.yo.」に決定した。
1990年秋頃から名古屋のライブハウスやストリートでのライブを中心に活動する。
1992年1月のワンマンライブの日より、共演したヴォーカリストのMo-chiが正規メンバーとして加入。Mo-chiはレコード会社との契約前に脱退。
1993年10月にKi/oon Sony Recordsと契約し、ヴォーカリストとしてChieが加入。
1994年10月にバンド名を「YOYOYO」に改名しアルバム「Morning Glow」でメジャーデビュー。
その後シングル4枚とアルバム1枚を発売するが、1996年4月のシングル「花も嵐も乗り越えて」の発売をもって解散。解散後、ボーカルのChieはソロ活動へ。
2000年8月頃にオリジナルメンバーのZenzo、Toshi、Mikiに加え、Aico、スマイリー坂倉、Kombooが正規メンバーとして加入し再結成。
2004年にボーカルのAicoが脱退し活動休止状態になるが、同年10月に元メンバーであるMo-chiがバンドに復帰。
2007年にキーボードのAyakoが脱退。入れ替わるようにAzuがキーボードとして加入。
2009年2月15日にToshiが急逝。

## ディスコグラフィ

### シングル
|     | 発売日        | タイトル           | c/w曲            | 備考                                                   |
| --- | ------------- | ------------------ | ---------------- | ------------------------------------------------------ |
| 1st | 1994年11月2日 | 恋は早い者勝ち     | 彼女へのおみやげ | NHK「天才てれびくん」内コーナー「MTK」でカバーされた。 |
| 2nd | 1995年9月1日  | 男なんて星の数     | GIRL A GO! GO!   | 「GIRL A GO! GO!」：NHK週刊こどもニューステーマ曲      |
| 3rd | 1995年10月1日 | 恋をしよう!        | Easygoing        | 通信カラオケ「シンコム」CFソング                       |
| 4th | 1996年4月1日  | 花も嵐も乗り越えて | 愛されましょう   | 三菱銀行 新社会人キャンペーンCFソング                  |

### オリジナルアルバム
|     | 発売日        | タイトル     |
| --- | ------------- | ------------ |
| 1st | 1994年10月1日 | Morning Glow |
| 2nd | 1995年7月1日  | Lovable      |
| 3rd | 2008年9月20日 | Beat Jungle  |